# Abraham Ber Birnbaum
Abraham Ber Birnbaum (ur. 1865 w Pułtusku, zm. 1923) – kantor, pedagog i teoretyk śpiewu synagogalnego.

## Życiorys
Śpiewał od dziecka, kształcił się w grze na skrzypcach. Przeniósłszy się z rodziną do Łodzi, kształcił się pod kier. C. H. Janowskiego. Opanował harmonię, kontrapunkt i instrumentację. Był następnie kantorem-szochetem początkowo w Héthárs na Węgrzech, a następnie w Prostejowie na Morawach. W 1891 r. powrócił do Polski i osiadł w Przasnyszu, gdzie pełnił obowiązki kantora-szocheta. W 1893 r. wyjechał do Częstochowy na zaproszenie Henryka Markusfelda (filantropa, przemysłowca i miłośnika sztuki, ówczesnego prezesa gminy wyznaniowej), gdzie został kantorem Nowej Synagogi. Kształcił się muzycznie (kontrapunkt, harmonia instrumentacji). Stworzył stowarzyszenie zawodowe kantorów, polsko-żydowskie Stowarzyszenie Artystyczne „Lira”. Wydawał „Miesięcznik dla Kantorów”. Napisał podręcznik Ogólna teoria śpiewu (1902) oraz monumentalne dzieło Sztuka kantorstwa. W 1906 założył świecką szkołę kantorów kształcącą śpiewaków synagogalnych.
W 1906 r. założył w Częstochowie pierwszą świecką szkołę kantorów. Program nauczania szkoły obejmował podstawy ogólnego wykształcenia muzycznego oraz specjalistycznego śpiewu liturgicznego. Rok później zorganizował w Warszawie pierwszy zjazd kantorów, w trakcie którego powołany został też pierwszy związek kantorów. W częstochowskiej szkole kantorów Abrahama Ber Birnbauma kształcił się Maks Motł Goldfarb (1881-1946), Icchak Szerman i Pinchas Szerman ze Staszowa.
Od 1909 r. pracował nad Sztuką kantorstwa. Wydana w 1912 r. obudziła duże zainteresowanie. Brał czynny udział w życiu żydowskiej inteligencji. Publikował eseje w pismach „Ha-Cefira”, „Haolam” i w żydowskiej prasie łódzkiej, jako zwolennik Haskali, wypowiadał się m.in. na temat chasydyzmu i działalności wybitnego cadyka Mendla z Kocka. Komponował kameralne utwory na skrzypce i fortepian, melodie popularne. W 1913 r. skonfliktowany z ortodoksami i członkami rady gminy, wyjechał do Łodzi. Porzucił pracę kantora i działalność pedagogiczną. Zajął się publicystyką i kompozycją.
Dwie córki A. B. Birnbauma zostały wybitnymi śpiewaczkami, trzecia Helena Gruszecka – aktorką (w „Reducie” Osterwy, później u S. Jaracza). Jego starszy syn, porucznik Mieczysław Birnbaum był pierwszym tłumaczem Babla i Zoszczenki (kawaler Virtuti Militari), szef Wydziału Politycznego M.S.Wojskowych, delegat Piłsudskiego do rokowań z bolszewikami (zamordowany w Katyniu). Młodszy syn, Stanisław, podoficer IV dywizji gen. Żeligowskiego, starszym sierżantem 28 pułku Strzelców Kaniowskich (w 1920 r. odznaczony Krzyżem Niepodległości), był technikiem-włókniarzem, członkiem Stowarzyszenia Wolnomyślicieli Polskich.